# Chrysochlorina pluricolor
Chrysochlorina pluricolor är en tvåvingeart som först beskrevs av Jacques-Marie-Frangile Bigot 1879.  Chrysochlorina pluricolor ingår i släktet Chrysochlorina och familjen vapenflugor. Inga underarter finns listade i Catalogue of Life.